# Eurodryas unipuncta
Eurodryas unipuncta är en fjärilsart som beskrevs av Andreas Kiefer 1916. Eurodryas unipuncta ingår i släktet Eurodryas och familjen praktfjärilar. Inga underarter finns listade i Catalogue of Life.